# Казореццо
Казореццо (італ. Casorezzo) — муніципалітет в Італії, у регіоні Ломбардія, метрополійне місто Мілан.
Казореццо розташоване на відстані близько 500 км на північний захід від Рима, 24 км на захід від Мілана.
Населення — 5479 осіб (2014).

## Демографія
Населення за роками:

Станом на 1 січня 2023 року в муніципалітеті офіційно проживали 344 іноземці з 41 країни, серед них 102 громадяни країн Євросоюзу та 23 громадяни України.

## Сусідні муніципалітети
- Арлуно
- Бусто-Гарольфо
- Інверуно
- Оссона
- Параб'яго